# 曽根幹子
曽根 幹子（そね みきこ、1952年10月24日 - ）は、日本の陸上競技選手（走高跳）、スポーツ科学・スポーツ史研究者。走高跳の元日本記録保持者であり、1976年モントリオールオリンピックに参加した。広島市立大学名誉教授。姓は「曾根」とも表記される。

## 経歴
現在の三次市甲奴町出身。甲奴中学校を経て広島県立上下高等学校に進み、高校2年生の時に日本選手権を制する。翌年の日本選手権では鈴木久美江（東洋大学）と死闘のすえ1m69cm（高校記録）を出した。東洋大学に進学後、茨城国体で1m83cm（日本記録）、世界室内陸上競技会で1m80cm（室内新記録）の記録を残す。当時のスポーツ界では異色の才女と呼ばれたといい、東洋大学文学部国文学科に提出した卒業論文は「奥の細道－芭蕉と木曾義仲の接点－」であった。
陸上競技の名門チームを擁する大昭和製紙に就職。1975年の日本選抜陸上競技大会で自らの日本記録を更新（1m85cm）。1976年モントリオールオリンピックで女子走高跳に出場した。予選敗退。
競技引退後、広島市立大学国際学部で教鞭をとり、地域とスポーツのかかわりについて研究。広島市の被爆70年史への執筆に際し、原爆症で亡くなったオリンピアン（高田静雄）の調査を行ったことを契機として、戦争で命を落とした「戦没オリンピアン」の本格的な調査を進める。大島鎌吉が制作していた名簿を土台として発展させたもので、曽根は「戦没オリンピアン」について、過去にドイツでおこなわれた名簿作りでの定義を参考に「戦争や暴力によって亡くなったオリンピック選手と役員」と定義し、38人をリストアップしている（2021年現在）。